# جورج بنسون جونستون
جورج بنسون جونستون هو شاعر كندي، ولد في 7 أكتوبر 1913 في هاميلتون في كندا، وتوفي في 1 أغسطس 2004 في كيبك في كندا.